# Pfalz-Simmern-Zweibrücken
Das Fürstentum Pfalz-Simmern-Zweibrücken war ein Fürstentum des Heiligen Römischen Reichs und in der ersten Hälfte des 15. Jahrhunderts eines der wichtigsten Herrschaftsgebiete zwischen Rhein und Mosel. Es entstand 1410 bei der Vierteilung der Rheinischen Pfalzgrafschaft und wurde 1453/59 in die beiden Territorien Pfalz-Simmern und Pfalz-Zweibrücken geteilt.

## Entstehung
Die Pfalzgrafschaft bei Rhein war um das Jahr 1400 eines der mächtigsten weltlichen Territorien des Heiligen Römischen Reiches und stellte mit Ruprecht III. von der Pfalz von 1400 bis 1410 den König. Im Mai 1410 verfügte Ruprecht III. eine Teilung des Allods unter seine vier noch lebenden Söhne, die nach seinem Tod am 3. Oktober 1410 ausgeführt wurde.
Der zweitjüngste Sohn Stefan wurde aus den linksrheinischen Besitzungen ausgestattet. Stefan war seit Juni 1409 mit Anna von Veldenz, Tochter und Alleinerbin des Grafen Friedrich III. von Veldenz, verlobt und seit Juni 1410 mit ihr verheiratet. Im Heiratsvertrag hatte zuvor König Ruprecht I. Anna von Veldenz einige dieser linksrheinischen Besitzungen als Wittum verschrieben. Mit der Heirat verband sich die Erwartung, dass Stefans ehelichen Nachkommen die Grafschaft Veldenz zufallen würde, was nach dem Tod seines Schwiegervaters Graf Friedrich III. 1444 auch eintrat.

## Entwicklung

### Umfang
Zu Pfalz-Simmern-Zweibrücken gehörten in seiner anfänglichen Ausstattung verschiedene linksrheinische Besitzungen der Kurpfalz. Dazu gehörten: Burg und Stadt Simmern, Laubach, Horn, Argenthal, die Wildburg im Soonwald, Laubenheim, ein Drittel der Stromburg und zugehörigen Besitz, die Hälfte der neuen Burg Waldeck mit zugehörigem Besitz und einem Anteil an der Ehrenburg; Reste der Grafschaft Zweibrücken, mit Burg und Stadt Zweibrücken und Hornbach mit Zubehör und Anteile an der Burg Kirkel; in der Pfalz: Burg Bolanden, Burg Ruppertsecken, Bieblenheim, Weinsheim, Burg Trifels, Annweiler, Bergzabern, Burg Neukastel, die Hälfte von Burg und Tal Altenbamberg und Altenwolfstein, Falkenburg, Guttenberg, Haßloch und verschiedene Besitzungen im Elsass. Die Hälfte der Grafschaft Zweibrücken war an Lothringen verpfändet und musste erst ausgelöst werden. Nach dem Ableben seiner Schwägerin Elisabeth von Sponheim, der Witwe seines ältesten Bruders Ruprecht Pipan, fielen Stefan 1417 gemäß den Bestimmungen des Teilungsvertrags von 1410 aus deren Wittum Lambsheim, Oggersheim und Wachenheim zu. 1417 erwarb er durch einen Vergleich mit seinem Bruder Ludwig das Amt Wegelnburg. Stefan führte eine lange und friedliche Herrschaft über sein Besitztum, das er durch Zuerwerb noch vermehrte. Politisch war er eng mit seinem Schwiegervater Friedrich III. verbunden. 1442 wurden Pfalz-Simmern-Zweibrücken und die Grafschaft Veldenz gemeinsam verwaltet. Nach dem Tod Graf Friedrichs III. im Oktober 1444 fielen die Veldenzischen Ämter Armsheim, Landsburg, Lauterecken, Lichtenberg, Meisenheim und Veldenz sowie Anteile an der Grafschaft Sponheim an Stefan bzw. dessen Söhne, schließlich kam noch im Juni 1448 mit dem Erlöschen der Linie seines älteren Bruders Johann von Pfalz-Neumarkt die halbe Oberpfalz an Stefan, die er für 96.000 fl (40.000 fl in bar und 56.000 fl in Pfandschaften) seinem jüngsten Bruder Otto von Pfalz-Mosbach überließ.

### Finanzordnung
Stefan und sein Schwiegervater Friedrich III. residierten im November 1442 gemeinsam in der Landsburg. Im Januar 1443 ließen sie von drei Räten eine Finanzordnung für ihr gemeinsames Herrschaftsgebiet erstellen. Diese enthält neben Haushaltsplanung und Besoldungen auch einige Überlegungen der drei Räte zur Verbesserung der Finanzlage:
- Was mannbar ist zu der Ehe, es sei Mann, Knabe, Mädchen oder Frau, soll sich verheiraten oder andernfalls Strafe zahlen. Die Büttel (Gerichtsdiener) sollen mit Ernst und Herumsuchen denen auch zusammenhelfen, damit die Leute im Lande bleiben und sich Dienste und Abgaben zukünftig vermehren.
- Die hohen Herrschaften sollen ihre Residenz in der Landsburg aufgeben und in die Stadt Meisenheim ziehen, denn die vielen Lieferungen, Ritte, Fahrten und Gänge zum Unterhalt des Hofstaats in der Burg verursachen große Kosten. Der Vorschlag wurde günstig aufgenommen und die Residenz nach Meisenheim verlegt.

### Teilung
Das Recht der Primogenitur (ältester Sohn als bevorzugter oder alleiniger Erbberechtigter) hatte sich damals noch nicht allgemein durchgesetzt und die in Südwestdeutschland üblichen fortgesetzten Realteilungen führten zum Zerfall vieler Territorien. Gleiches gilt auch für das ansehnliche Fürstentum Pfalz-Simmern-Zweibrücken. 1444 wurde eine Erbregelung vereinbart, nach der von Stefans fünf Söhnen die beiden weltlichen Söhne Friedrich und Ludwig das Herrschaftsgebiet in einer bestimmten Weise unter sich aufteilen sollten, die drei geistlichen Söhne wurden gut versorgt. Bezüglich der Frage der weiblichen Erbfolge in den Kurpfälzer Lehen, die zur Grafschaft Veldenz gehörten, entstand ein Konflikt mit Kurpfalz, der in der Folgezeit zu mehreren kriegerischen Auseinandersetzungen Anlass gab. Pfalzgraf Stefan übergab 1453 die Herrschaft und verstarb 1459 in Simmern. Er liegt zu Meisenheim begraben.

### Das Fürstentum Pfalz-Simmern
→ Hauptartikel Pfalz-Simmern
Der nördliche Teil von Pfalz-Simmern-Zweibrücken und die Anteile an der Grafschaft Sponheim fielen 1453/59 an den älteren Sohn Friedrich, der den Titel eines Grafen zu Sponheim annahm. Das Fürstentum Pfalz-Simmern verblieb bei dessen Nachkommen bis zum Erlöschen der Linie im Jahr 1685.

### Das Fürstentum Pfalz-Zweibrücken
→ Hauptartikel Pfalz-Zweibrücken
Der südliche Teil von Pfalz-Simmern-Zweibrücken mit der gesamten Grafschaft Veldenz fiel 1453/59 an den jüngeren Sohn Ludwig, der den Titel eines Grafen zu Veldenz annahm. Das Fürstentum Pfalz-Zweibrücken verblieb bei dessen Nachkommen bis zur Abtretung des linken Rheinufers an Frankreich im Jahr 1801.

## Fürsten von Pfalz-Simmern-Zweibrücken
aus dem Haus Wittelsbach
- 1410–1453 Stefan
- 1453–1459 Friedrich I. von Pfalz-Simmern und Ludwig I. von Pfalz-Zweibrücken